# Aire d'attraction de Bouchain
L'aire d'attraction de Bouchain est un zonage d'étude défini par l'Insee pour caractériser l’influence de la commune de Bouchain sur les communes environnantes.

## Définition
L'aire d'attraction d'une ville est composée d’un pôle, défini à partir de critères de population et d’emploi ainsi que d’une couronne constituée des communes dont au moins 15 % des actifs travaillent dans le pôle. Le pôle d’attraction constitue ainsi un point de convergence des déplacements domicile-travail,.

## Géographie
L’aire d'attraction de Bouchain est une aire intra-départementale qui ne comporte qu'une commune, dans le département du Nord. 

### Composition communale
| Nom                       | Code Insee | Département | Statut         | Superficie (km2) | Population (dernière pop. légale) | Densité (hab./km2) | Modifier                                    |
| ------------------------- | ---------- | ----------- | -------------- | ---------------- | --------------------------------- | ------------------ | ------------------------------------------- |
| Bouchain (commune-centre) | 59092      | Nord        | commune-centre | 12,39            | 4 054 (2022)                      | 327                | modifier les données · modifier les données |

## Démographie
Cette aire est catégorisée dans les aires de moins de 50 000 habitants, une catégorie qui regroupe 12,2 % de la population au niveau national,.